# 56e cérémonie des Golden Horse Film Festival and Awards
La 56e cérémonie des Golden Horse Film Festival and Awards se déroule le 23 novembre 2019 au Sun Yat-sen Memorial Hall à Taipei, Taïwan. Organisé par le Taipei Golden Horse Film Festival Executive Committee, ces prix récompensent les meilleurs films en  langue chinoise de 2018 et 2019.
Le film A Sun de Chung Mong-hong remporte six prix dont ceux du meilleur film, du meilleur réalisateur, du meilleur acteur et le prix du public, alors que le film Detention de John Hsu remporte cinq prix,.

## Palmarès

### Meilleur film
- A Sun de Chung Mong-hong
  - Un printemps à Hong Kong (Suk Suk) de Ray Yeung
  - The Garden of Evening Mists de Tom Lin Shu-yu
  - Wet Season de Anthony Chen
  - Detention de John Hsu

### Meilleur documentaire
- Your Face

### Meilleur réalisateur
- Chung Mong-hong pour A Sun
  - Tom Lin Shu-yu pour The Garden of Evening Mists
  - Anthony Chen pour Wet Season
  - Chang Tso-chi pour Synapses
  - Midi Z pour Nina Wu

### Meilleur acteur
- Chen Yi-wen pour A Sun
  - Wu Chien-ho pour A Sun
  - Tai Bo pour Suk Suk
  - Ben Yuen pour Suk Suk
  - Chu Pak-hong pour My Prince Edward

### Meilleure actrice
- Yeo Yann Yann pour Wet Season
  - Samantha Ko pour A Sun
  - Angelica Lee pour The Garden of Evening Mists
  - Lü Hsueh-feng  pour Synapses
  - Gingle Wang  pour Detention

### Meilleur acteur dans un second rôle
- Liu Kuan-ting pour A Sun

### Meilleure actrice dans un second rôle
- Winnie Chang pour The Teacher

### Meilleur nouveau réalisateur
- John Hsu pour Detention

### Meilleur nouvel interprète
- Fandy Fan pour We Are Champions

### Meilleur scénario original
- Yeo Siew-hua pour Les Étendues imaginaires (A Land Imagined)

### Meilleur scénario adapté
- John Hsu, Fu Kai-ling et Chien Shih-keng pour Detention

### Meilleure photographie
- Chen Ko-chin et Chen Chih-hsuan pour The Scoundrels

### Meilleurs effets spéciaux
- Renovatio Pictures et Tomi Kuo pour Detention

### Meilleure direction artistique
- Wang Chih-cheng pour Detention

### Meilleurs maquillages et costumes
- Nikki Gooley, Biby Chow, Penny Tsai et Nina Edwards pour The Garden of Evening Mists

### Meilleure chorégraphie d'action
- Hung Shih-hao pour The Scoundrels

### Meilleure musique originale
- Teo Wei Yong pour Les Étendues imaginaires (A Land Imagined)

### Meilleure chanson originale
- The Day After Rain pour Detention

### Meilleur montage
- Lai Hsiu-hsiung pour A Sun

### Meilleur son
- Li Danfeng, Chou Cheng et Morgan Yen pour Nina Wu

### Prix du public
- A Sun de Chung Mong-hong

### Prix FIPRESCI
- Heavy Craving

### Outstanding Taiwanese Filmmaker of the Year
- Tang Shiang-chu

### Lifetime Achievement Award
- Wang Toon
- Jimmy Wang Yu